# 야코브 비에르크네스

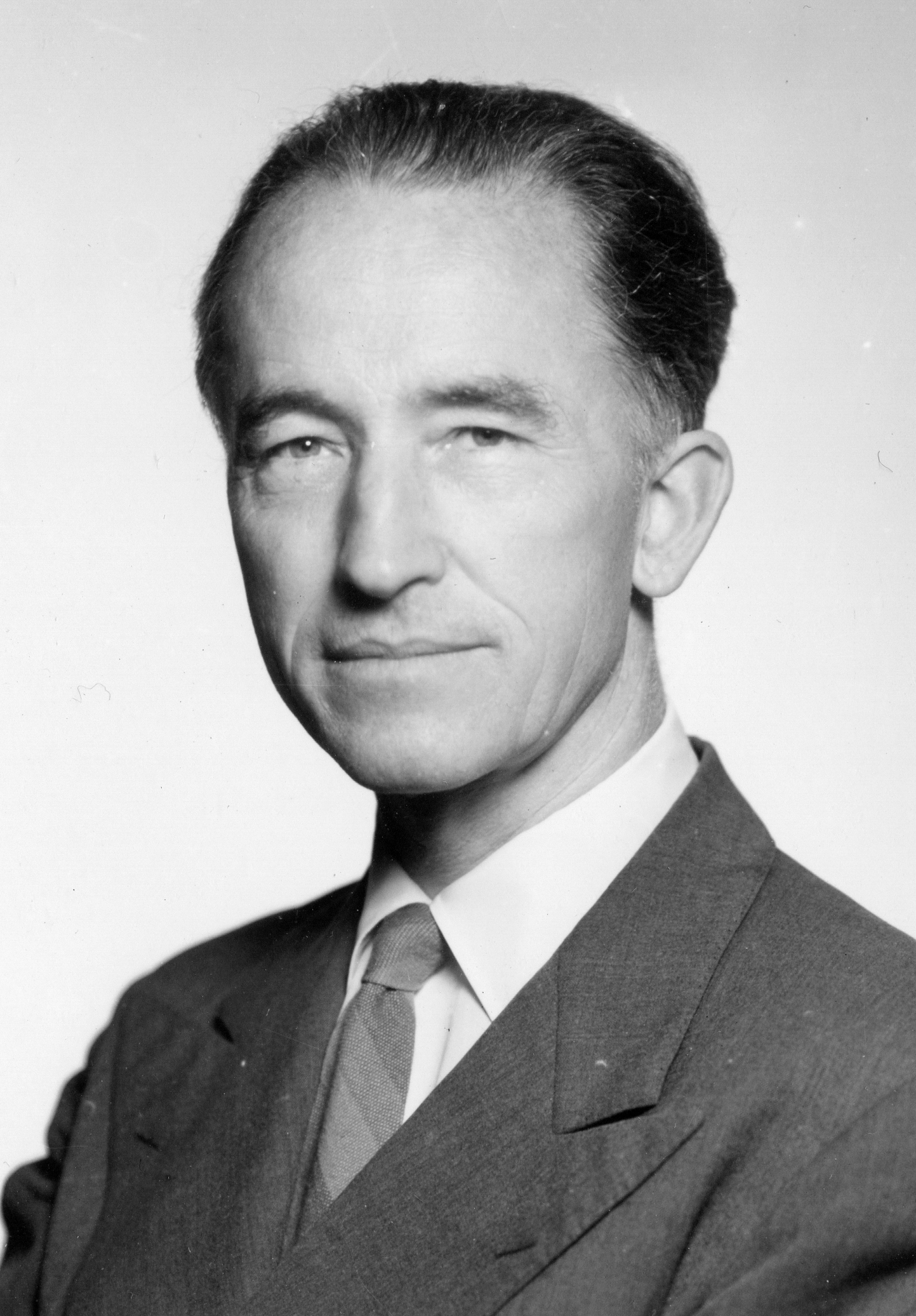

야코브 올 보네비 비에르크네스(노르웨이어: Jacob Aall Bonnevie Bjerknes, 1897년 11월 2일 ~ 1975년 7월 7일)는 노르웨이 태생의 미국 기상학자이다.
노르웨이의 기상학자인 빌헬름 비에르크네스(Vilhelm Bjerknes)의 아들로, 아버지와 함께 저기압 이론을 완성하고 오늘날의 일기 예보의 기초를 완성하였다. 1919년 획기적인 전선 저기압 모델을 만들었고, 말년에는 해해변동에 대한 연구, 엘니뇨와 남방진동의 관계에 대한 연구를 했다. 1940년 영국 왕립기상학회의 시먼스 기념 금메달, 1945년 미국 지구 물리연합의 보위 메달, 1958년 스웨덴 지리학회의 베가 메달을 받았으며 1959년 세계기상기구에서 국제기상기구상, 1960년 미국기상학회에서 카를 구스타브 로스비상을 수상했다.